# 浜口炎
浜口 炎（はまぐち ほのお、1969年12月17日 - ）は、東京都出身のプロバスケットボール指導者である。

## 来歴
東京都立向丘高等学校ではガードとして活躍。
愛知学泉大学に進学し、指導者の道へ。
卒業後、母校のコーチ、米国留学などを経て、2004年にトヨタ自動車アルバルクのアシスタントコーチに就任。
2005年、bjリーグに参戦する仙台89ERSの初代ヘッドコーチに就任。｢熱血指揮官｣として知られ、試合では、テクニカルファウルも恐れず、抗議をすることも少なくない。プロバスケ! bjリーグtvの特集では｢選手がプレーでミスをした｣場合は怒らないが、｢選手が気持ちのこもったプレーをしていない｣と、怒るという。これは浜口が｢ヘッドコーチとして選手と共に戦いたいから｣という浜口の強い気持ちがあるからである。
2010-11シーズンは東日本大震災の影響でチームは活動休止に追い込まれ、浜口を含めたコーチ陣・選手たちは全員解雇となった。
浜口自身は震災後も仙台でコーチ業を続けようと考えていたが「失礼な条件のオファーしかできない。たとえ会社が自主再建できたとしても契約はしない。なので他（のチーム）をあたって欲しい」というチーム側の考えから浜口は6シーズン過ごしてきた仙台の地を去ることとなった
2011-12シーズンから2019-20シーズンまで京都ハンナリーズのヘッドコーチを務めた。
2020年、京都ハンナリーズHCを退任し、富山グラウジーズのHCに就任した。就任1年目には東地区4位と健闘し、Bリーグチャンピオンシップ出場を決める。クォーターファイナルで西地区1位の琉球ゴールデンキングスに1勝2敗で敗退し、ベスト8。しかし就任2年目は、2021-22シーズンは東地区7位に終わり、プレーオフ進出を逃す。2022-23シーズンは3地区制が復活し、中地区に所属するも、シーズン開幕から成績は低迷し、中地区7位となり、2023年1月16日に、クラブと双方合意の下、契約を解除し、退任した。
2023年、ライジングゼファーフクオカのアシスタントコーチに就任。2023-24シーズン終了後、ヘッドコーチに昇格した。
2025年、ライジングゼファーフクオカのヘッドコーチを辞任。その後、琉球ゴールデンキングスのU-18ヘッドコーチに就任。